# Dillinger Hammer

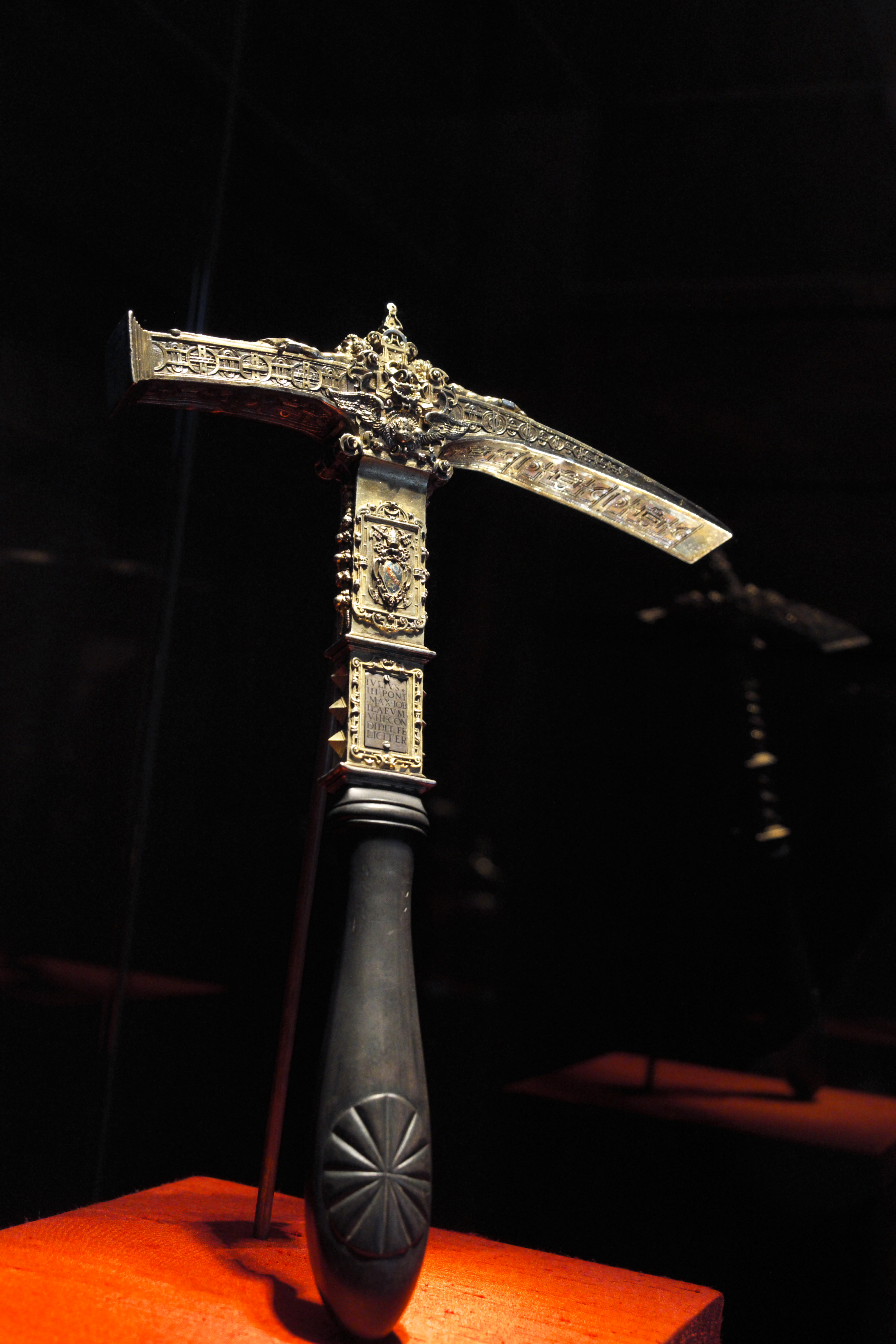
Dillinger Hammer im Bayerischen Nationalmuseum in München

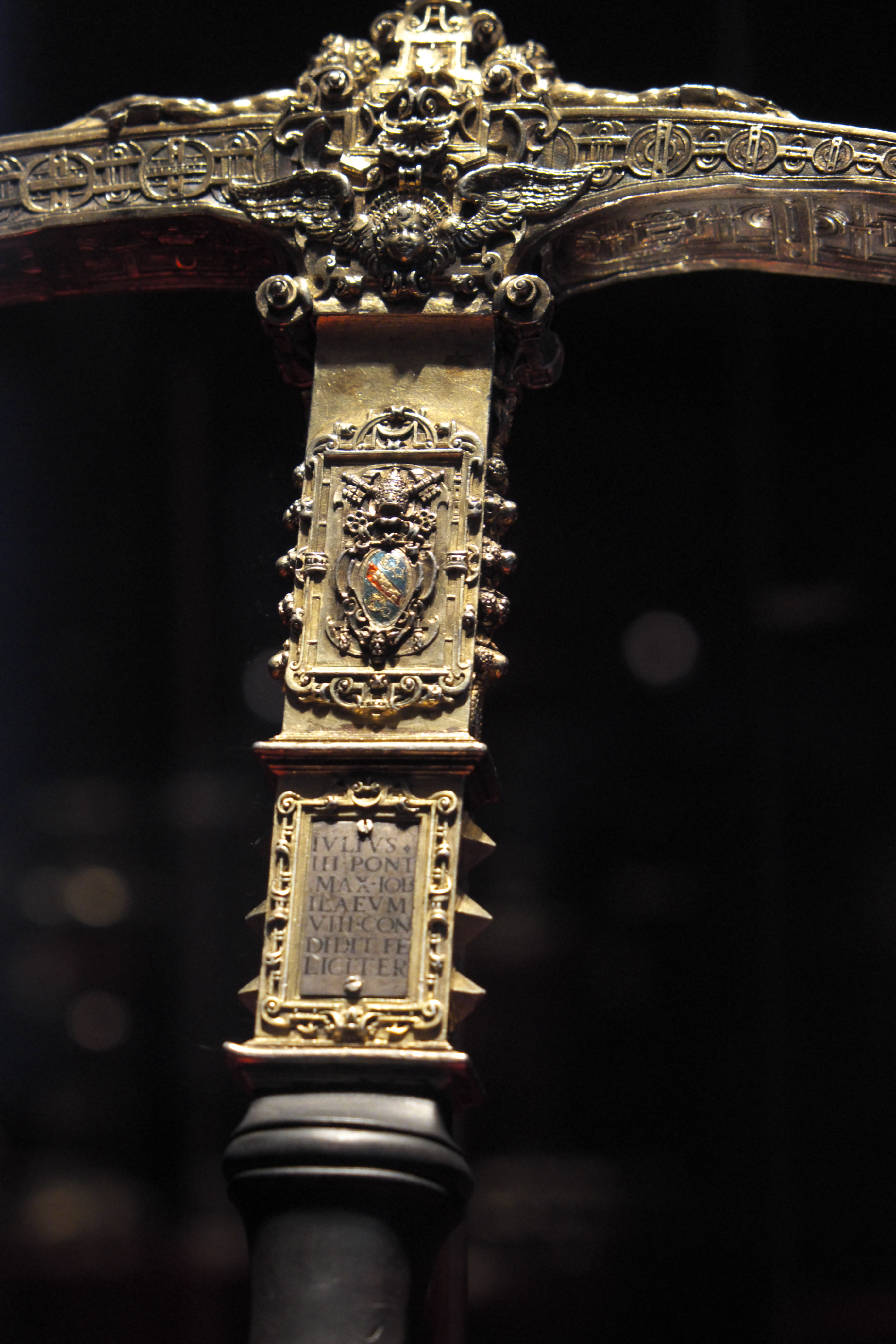
Vorderseite

Als Dillinger Hammer wird der Zeremonialhammer bezeichnet, mit dem Papst Julius III. an die Heilige Pforte des Petersdomes in Rom schlug, um das im Jahr 1550 begangene Heilige Jahr einzuleiten. Julius schenkte den kostbaren Hammer dem Kardinal und Augsburger Fürstbischof Otto Truchsess von Waldburg, der ihn später der von ihm gegründeten Universität in Dillingen an der Donau im heutigen bayerischen Regierungsbezirk Schwaben überließ. Der 1549/50 gefertigte Hammer ist sehr gut erhalten und wird im Bayerischen Nationalmuseum in München aufbewahrt.

## Geschichte

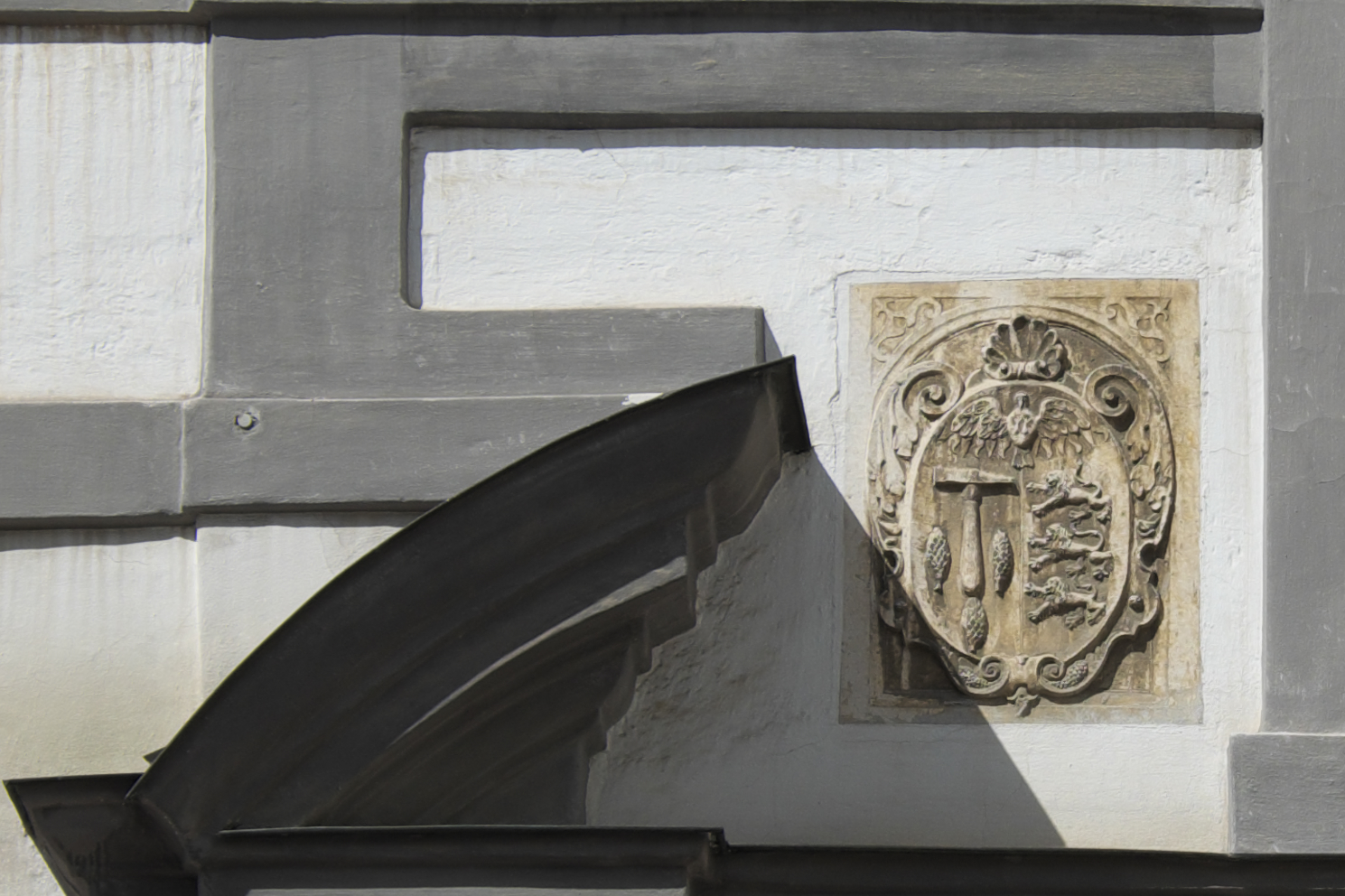
Wappen der Universität Dillingen, Relief an der Fassade der ehemaligen Universität, heute Akademie für Lehrerfortbildung und Personalführung

Die Tradition, das Heilige Jahr, das erstmals im Jahr 1300 ausgerufen wurde, durch drei Hammerschläge an die Heilige Pforte des Petersdomes in Rom zur eröffnen, geht auf Papst Alexander VI. zurück. Er benutzte dazu an Weihnachten 1499 zum ersten Mal einen goldenen Hammer und leitete somit das Heilige Jahr ein, das im Jahr 1500 begangen werden sollte. Für die Eröffnung des Heiligen Jahres von 1550 benutzte Papst Julius III. einen silbernen Prunkhammer, der als Geschenk an den Kardinal Otto von Waldburg in den Besitz der ehemaligen Universität Dillingen gelangte. Der Zeremonialhammer, auch Dillinger Hammer genannt, wurde – neben den drei Tannenzapfen und den drei Löwen, die zum Familienwappen des Kardinals Otto von Waldburg gehörten – zum Bestandteil des Wappens der Dillinger Universität.

## Beschreibung
Der Kopf des Hammers ist reich mit Ornamenten verziert. Am Übergang von Kopf und Stiel prangt auf beiden Seiten ein geflügelter Puttenkopf. Die Vorderseite des Schaftes ist mit zwei rechteckigen, von Ornamenten gerahmten Feldern versehen. Im oberen Feld ist das päpstliche Wappen zu sehen, in das untere Feld ist die Inschrift graviert: „IULIUS III PONT MAX IOBILAEUM VIII CONDIDIT FELICITER“ (Julius III. eröffnete glücklich das achte Jubeljahr). Die Rückseite des Stiels ist ebenfalls mit zwei rechteckigen, von Ornamenten gerahmten 
Feldern verziert. Im oberen Feld ist Moses dargestellt, der Wasser aus einem Felsen schlägt, im unteren Feld wird die Szene durch die Inschrift beschrieben: „PERCUSSIT PETRAM ET FLUXERUNT AQUAE“ (er schlug auf den Stein und das Wasser floss heraus).